# Manuela Dviri

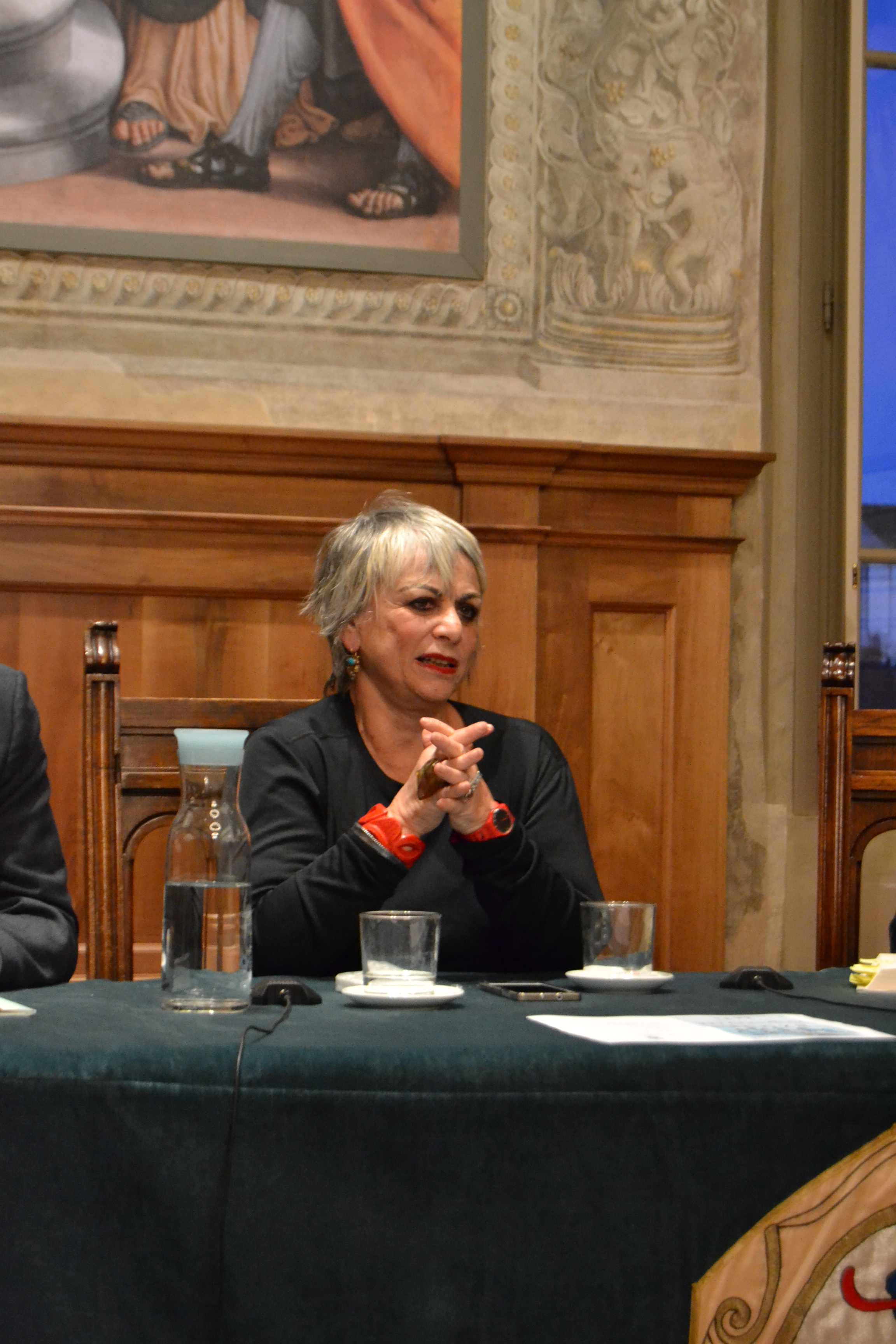
Manuela Dviri nel corso di una conferenza a Palazzo della Loggia, Brescia, nel 2015).

Manuela Dviri, nata Manuela Vitali Norsa (Padova, 13 gennaio 1949), è una scrittrice e blogger italiana naturalizzata israeliana.

## Biografia
Trasferitasi da Padova a Tel Aviv in Israele nel 1968, si è sposata con un israeliano. Si è laureata in letteratura inglese e francese all'Università Bar-Ilan e ha iniziato la carriera professionale come insegnante nelle scuole superiori e, più tardi, in un istituto per bambini mentalmente ritardati. In seguito ha lavorato all'Istituto di Scienze Weizmann nel campo delle relazioni internazionali.
Il 26 febbraio 1998 il figlio Yonathan, che prestava servizio nell'esercito israeliano, fu ucciso durante un conflitto con Hezbollah. A lui Manuela Dviri ha dedicato l'opera teatrale Terra di latte e miele (shabbat), messa in scena da Ottavia Piccolo per la regia di Silvano Piccardi. Oggi è giornalista e scrittrice e vive dividendosi tra Italia e Israele.

### La guerra del Libano e la Campagna delle "Quattro Madri"
Mentre era ancora in corso il conflitto nel Libano, durante la settimana di lutto per la morte del figlio Yonathan (26 febbraio 1998), Manuela Dviri esprimeva il suo dissenso alla politica del governo e faceva dichiarazioni sulla inutilità e la stupidità di una guerra condotta al di fuori dai confini nazionali, pubblicando tre infuocate lettere di protesta indirizzate all'allora primo ministro Benjamin Netanyahu.
Dopo pochi mesi lascia il lavoro all'Istituto di Scienze Weizmann per dedicarsi completamente alla sua personale campagna per la vita e contro la guerra, chiedendo pubblicamente il ritiro dell'esercito israeliano dal territorio libanese.
La campagna, ricordata in Israele come quella delle “Quattro Madri”, comprende diverse azioni di protesta, compreso un sit-in di quindici giorni davanti alla Residenza del Presidente d'Israele Ezer Weizman. La campagna contro la guerra in Libano è coronata dal successo. Nel 1999 Ehud Barak, a capo dell'opposizione, dichiara che, se eletto, farà ritirare l'esercito israeliano dal Libano, cosa che avverrà l'anno seguente. Sono questi gli anni in cui diviene nota in Israele fino ad essere segnalata dal popolare quotidiano Yediot Aharonot come una delle 50 donne che hanno più influito nella storia dello Stato di Israele.

### Attività giornalistica
A seguito dei fatti del Libano Manuela Dviri inizia una intensa attività di giornalista e scrittrice.
Scrive per le testate israeliane Maariv, Yediot Aharonot e Haaretz. Nel 2000 pubblica (in ebraico) il libro di racconti Beizà shel shokolad (L'uovo di cioccolata) e racconti e poesie in varie raccolte. Nel 2001 inizia la sua collaborazione con il Corriere della Sera dove pubblica il "Diario da Tel Aviv" e nel 2004 con Vanity Fair con il quale pubblica interviste, storie, reportage da Israele e oltre. Nel 2009 è una dei sessanta giornalisti italiani intervistati da Mariano Sabatini per la pubblicazione Ci metto la firma! La gavetta dei giornalisti famosi.

### DaVita nella terra di latte e mieleaUn mondo senza noi
La sua attività nel campo teatrale inizia nel 2002, quando incontra Ottavia Piccolo e Silvano Piccardi.
Dietro loro richiesta scrive, in collaborazione con Silvano Piccardi, una pièce teatrale dal titolo Terra di latte e miele, in cui una donna ebrea israeliana dialoga e soffre con le sue amiche palestinesi e rievoca i fantasmi del suo passato. Terra di latte e miele viene prodotto dal 2003 al 2005 da La Contemporanea con l'interpretazione di Ottavia Piccolo con Enzo Curcuru e la regia di Silvano Piccardi, con successo di pubblico e critica. Nel 2004 è pubblicato Vita nella terra di latte e miele, un libro corale che raccoglie, oltre alla pièce teatrale, anche la sua testimonianza personale e quella dei suoi compagni di avventura, italiani e israeliani.
Nel 2003 gli articoli del “Diario da Tel Aviv” del Corriere della Sera vengono raccolti nel libro La guerra negli occhi. Nel 2009 alcuni suoi testi sono inseriti nel documentario distribuito da RAI Trade Diari del Novecento.
Dal 2013 al 2015 ha lavorato alla stesura del libro Un mondo senza noi, uscito in Italia il 13 gennaio 2015 per l'editrice Piemme con introduzione di Gad Lerner e riedito nel 2017 con Mondadori. Dopo una vasta ricerca tra gli archivi di famiglie ebraiche in Europa e in Israele, il volume racconta storie inedite e drammatiche di ebrei italiani negli anni della Shoa.

### "Saving Children" e le altre iniziative umanitarie

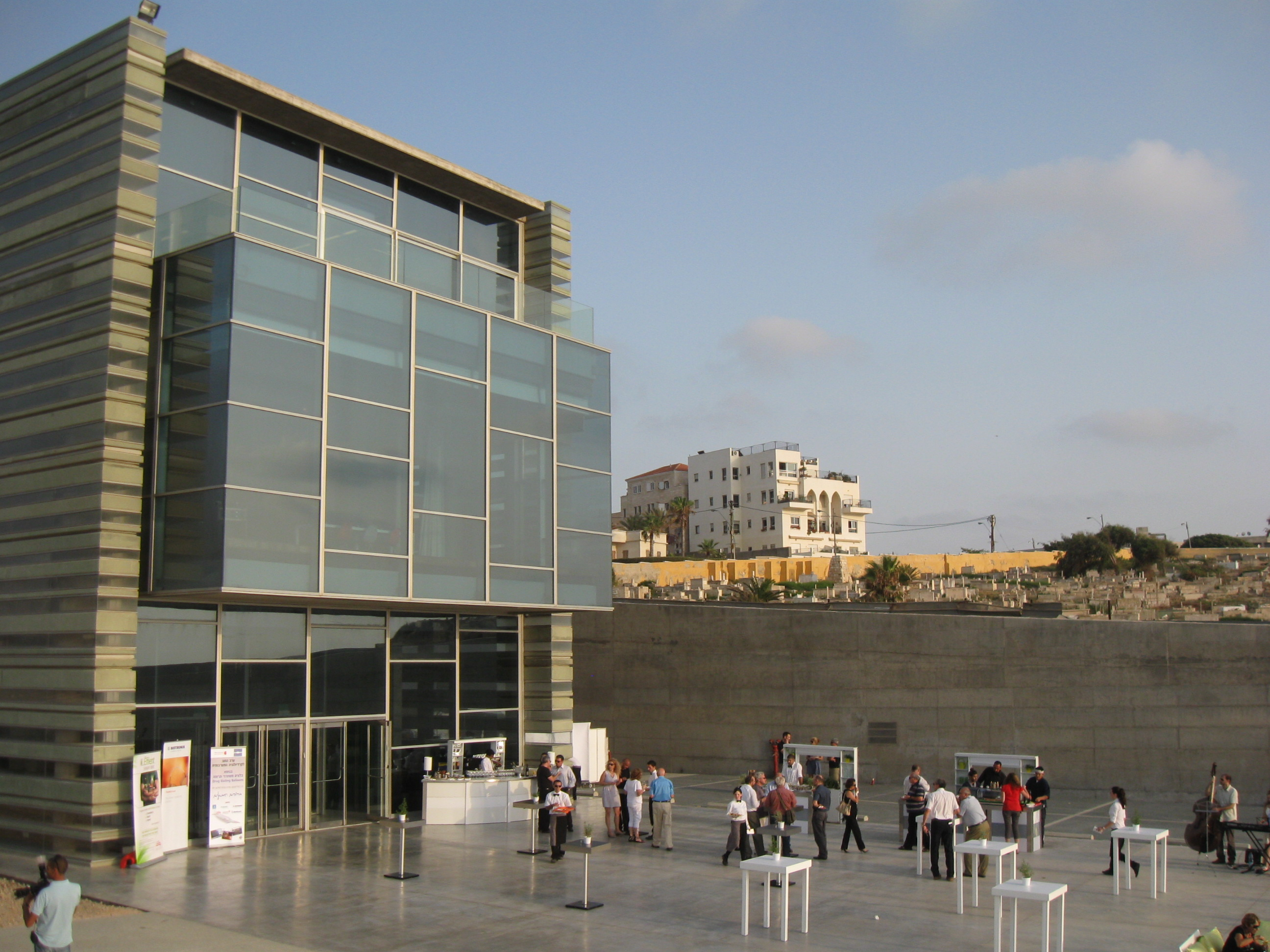
Il Centro Peres per la Pace a Jaffa (Tel Aviv), dove ha sede il progetto "Saving Children"

La sua attività per la pace, mai interrotta, comprende, dopo il ritiro dal Libano e l'inizio dell'Intifada, moltissime iniziative di collaborazione attiva e continua con i palestinesi. La creazione di vari progetti trasversali (israelo-palestinesi), dei quali il più importante è “Saving Children” un progetto che si occupa dei bambini palestinesi malati che non possono essere curati, per mancanza di fondi o strutture, dalla sanità palestinese. Iniziato nel novembre 2003, “Saving Children” è frutto della collaborazione con il "Centro Peres per la Pace" con organizzazioni mediche israeliane e palestinesi, pediatri israeliani e palestinesi e grazie ad un consistente aiuto finanziario italiano (proveniente in gran parte dalle regioni italiane). Il progetto è riuscito a curare e ad operare fin ad ora 10000 bambini palestinesi, in quattro diversi ospedali israeliani.
Manuela Dviri è anche la promotrice di una linea di moda israelo/palestinese “Shalom Banot” (in ebraico) o “Salam Banat” (in arabo),cioè “Pace tra donne” in cui donne israeliane producono camicie in collaborazione con donne palestinesi che le ricamano. Le camicie sono state vendute in Israele, nei negozi del partner israeliano “Comme il faut”, con molto successo.
L'8 giugno 2014 era parte della delegazione israeliana all'incontro di pace tenutosi in Vaticano tra Papa Francesco, il Patriarca Bartolomeo di Costantinopoli e i presidenti di Palestina e Israele Abu Mazen e Shimon Peres.

### Le proteste contro il governo e  il 7 ottobre 2023
Proseguendo la sua attività giornalistica e di pacifista, nel 2023 è iniziata la collaborazione con il settimanale Oggi per raccontare le proteste della popolazione israeliana contro il governo di Benjamin Netanyahu, manifestazioni cui ha preso parte attivamente.
Dopo il "sabato nero" del 7 ottobre 2023 e l'inizio del conflitto contro Hamas, gli interventi sui giornali e sulle televisioni italiane sono diventati quotidiani, per raccontare da Tel Aviv quanto stesse succedendo in Israele. "Diario da Tel Aviv" su Il Fatto Quotidiano; interviste per L'Unità e per Il Corriere della Sera; servizi su La 7; RAI, Porta a Porta, TG3.

## Principali riconoscimenti letterari e giornalistici
- Premio Nazionale "Corrado Alvaro 2003" per il giornalismo
- Menzione speciale del “Premio Valitutti 2003” per il giornalismo
- Premio Viareggio Repaci Internazionale 2004
- Premio Feudo di Maida 2004
- Premio Molinello 2005
- Premio "Melvin Jones Fellow" 2007 del Lyons Internazionale
- Premio Internazionale giornalistico e letterario MARZANI 2010

## Principali riconoscimenti ricevuti per il pacifismo
- Premio Granarolo “Alta qualità 2002”
- Premio “Fumagalli 2003"
- Premio “Solidarietà 2004” della città di Pisa
- Premio “Solidarity e Pace 2004“ della città di Cassino
- Premio “Sette luglio 1944” della città di Carrara
- Premio “Peace and Reconciliation Award”2005 del Centro Peres per la Pace di Tel Aviv
- Premio “Al Servizio degli Ultimi 2006”
- Premio Internazionale "Ator Pal Mont" 2013 di Udine
- Premio "Fondazione Ducci per la Pace" 2014 di Roma (Campidoglio)[16][17]

## Opere
- Beitza shel Shokolad (Uovo di cioccolato), 2000, ISBN non esistente.
- Manuela Dviri, La guerra negli occhi: diario da Tel Aviv, a cura di G. Lerner e G. Olimpio, Cava de' Tirreni, Avagliano, 2003, ISBN 88-8309-114-0.
- Vita nella terra di latte e miele, Milano, Ponte alle Grazie, 2004, ISBN 88-7928-670-6.
- Shalom, Omri. Salam, Ziaad, Roma, Sinnos, 2007, ISBN 978-88-7609-100-1.
- Un mondo senza noi, Milano, Piemme, 2015, ISBN 978-88-566-3590-4.
- A World Without Us, ServiziCulturali, 2017, ISBN 978-88-341-5740-4.
- Miryam Chanoch, Il nonno, Morris e io, traduzione di Manuela Dviri, ServiziCulturali, 2020, ISBN 979-12-202135-85.